# Cipadessa baccifera
Cipadessa baccifera là một loài thực vật có hoa trong họ Meliaceae. Loài này được (Roth) Miq. mô tả khoa học đầu tiên năm 1868.

## Hình ảnh

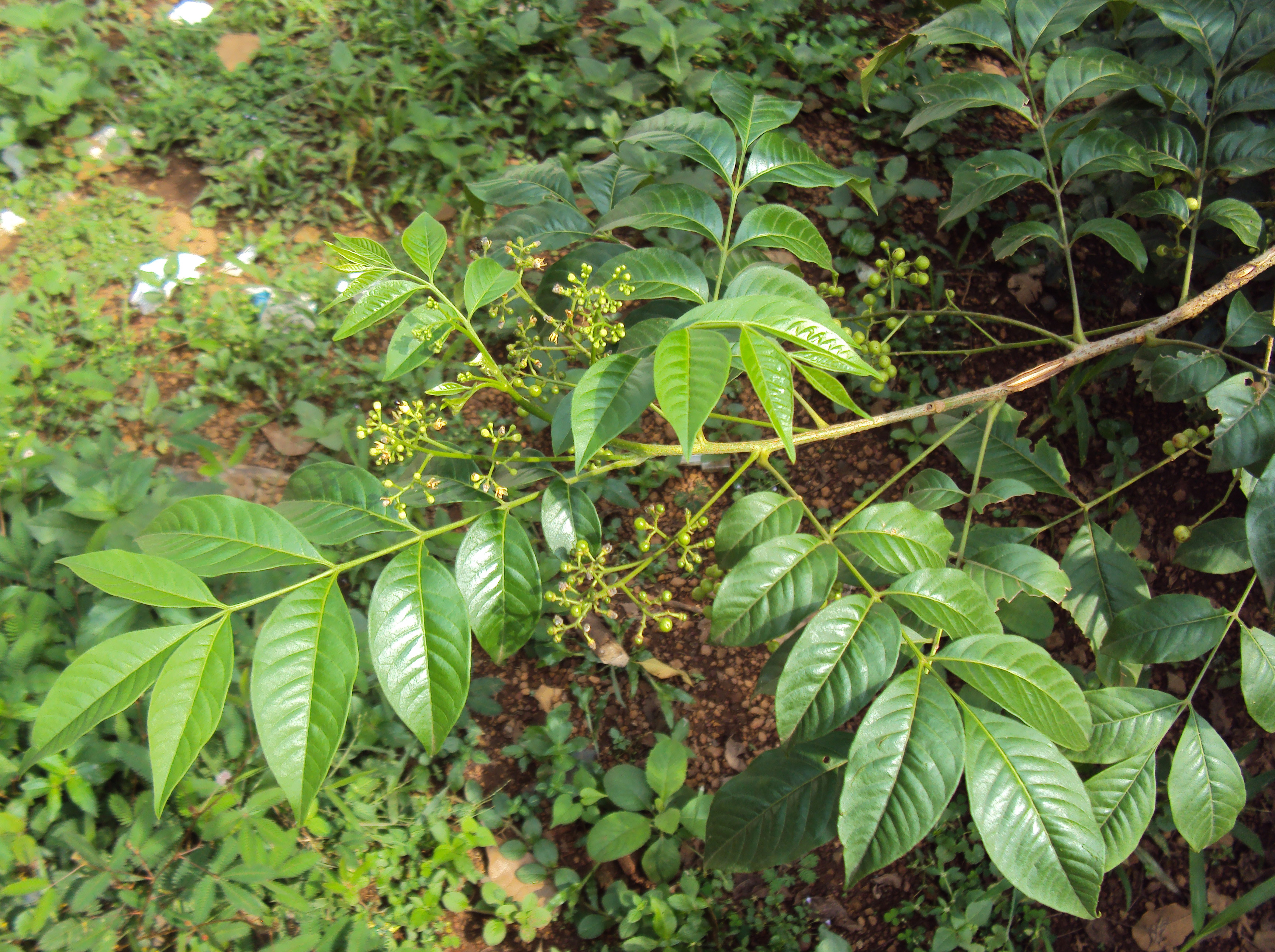
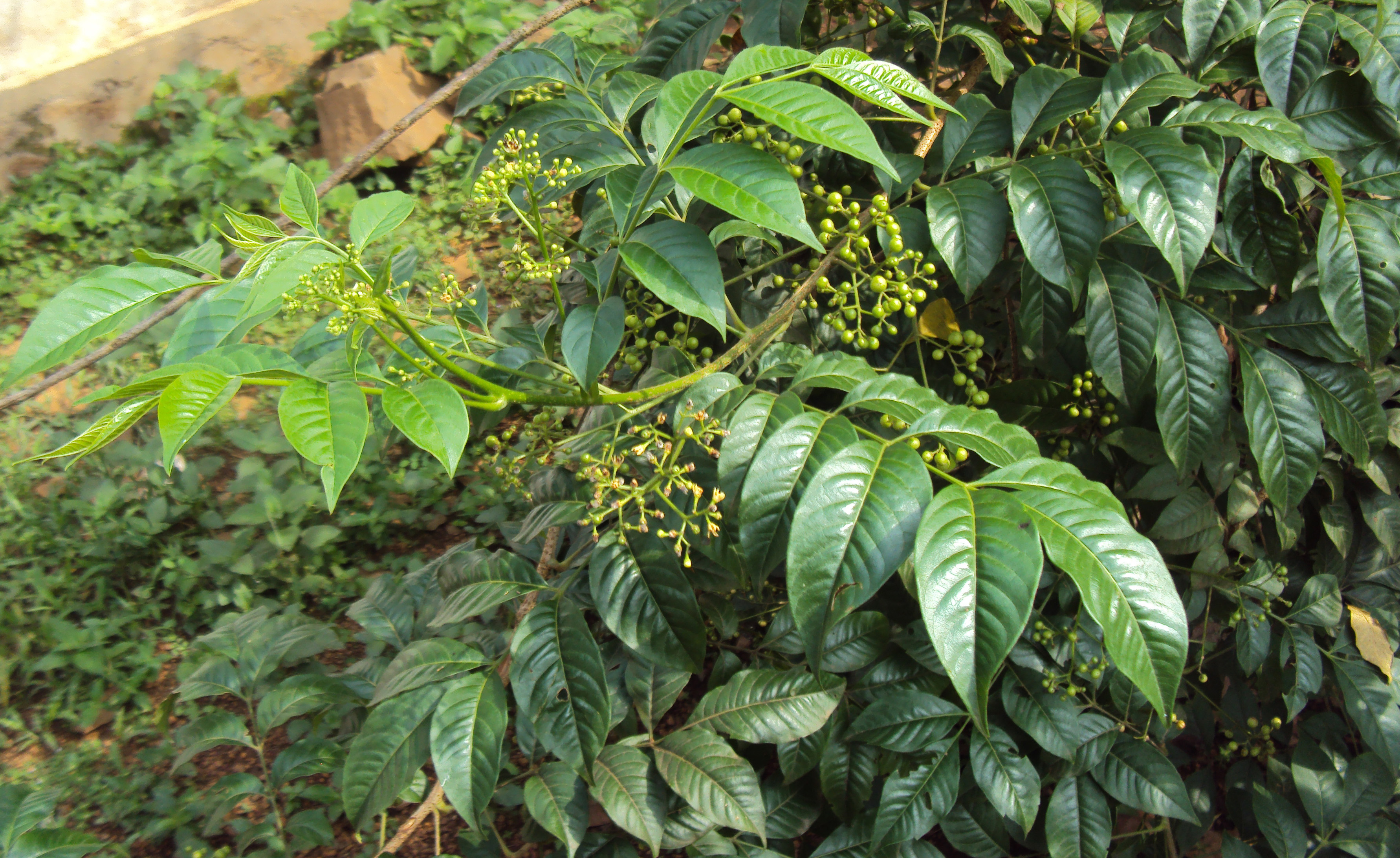
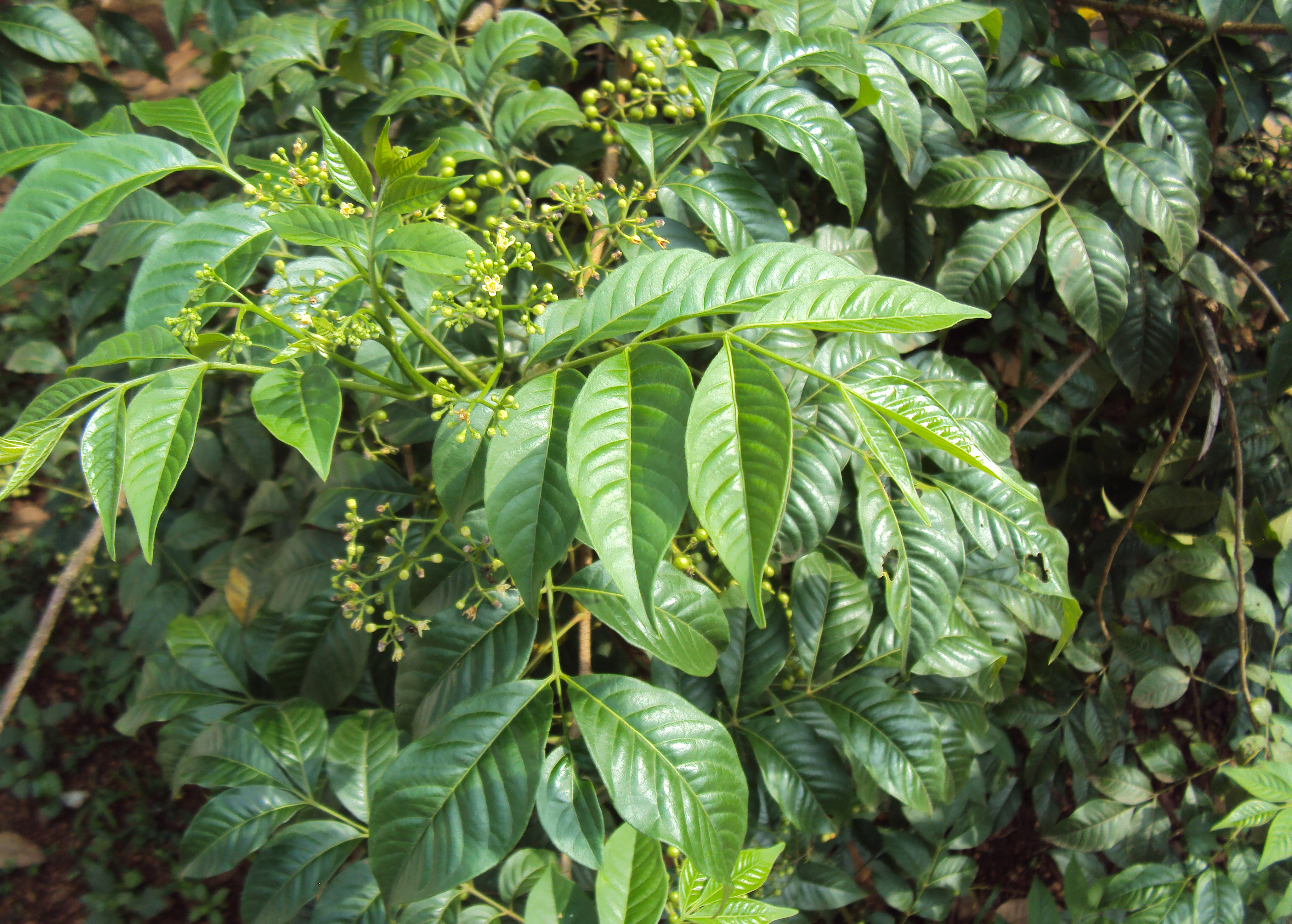
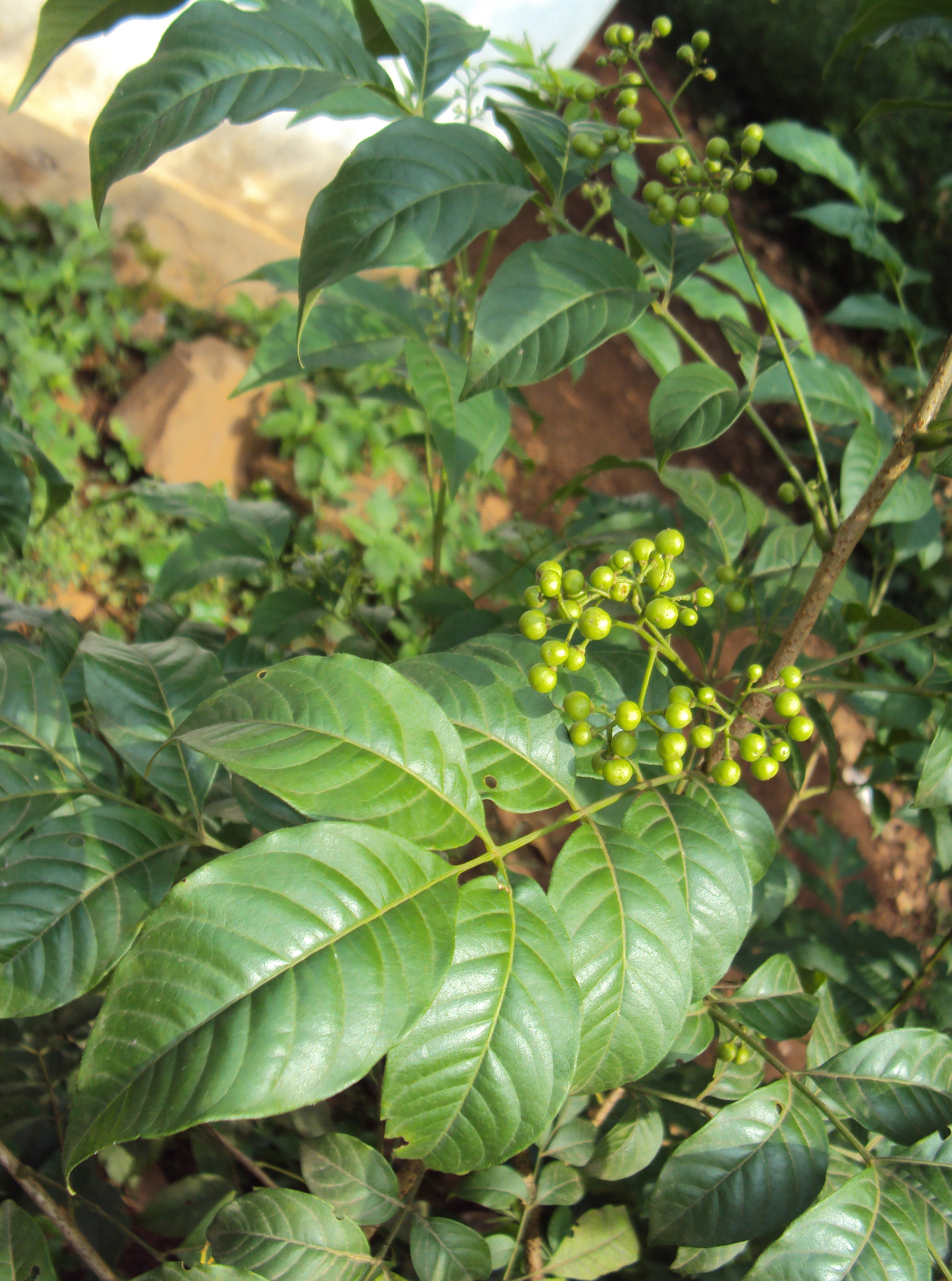